# Peter Singer
Peter Albert David Singer (født 6. juli 1946 i Melbourne) er en australsk moralfilosof af østrigsk-jødisk afstamning. Han regnes som utilitarist og er særlig kendt som en tilhænger af aktiv dødshjælp og for sit forfatterskab af bogen Animal Liberation, der af mange betragtes som dyreretsbevægelsens bibel. Hvad angår dyrerettigheder, kan Singers synspunkt se i forlængelse af den anglo-saxiske utilitarisme: Dyrs lidelser og lykke skal medtages i betragtningerne, når det gøres op, om en handling er god eller dårlig.
I bogen Animal Liberation sammenligner han racisme og sexisme med behandlingen af ikke-menneskelige dyr i især landbruget. Han bruger ordene ikke-menneskelige dyr i stedet for dyr for at påpege at mennesker også er dyr. Han argumenterer for, at vi ikke kan sige, alle mennesker skal behandles godt og ikke ikke-menneskelige dyr, fordi de har en lavere intelligens for de mennesker der har en intelligens sammenligneligt med grise (babyer eller udviklingshæmmede) mener vi ikke kan behandles som for eksempel grise behandles i landbruget. Derfor siger han at vores holdninger er artschauvinistiske vi basere hvordan et væsen skal behandles baseret på arten individet tilhøre, det siger han ikke er en relevant faktor. Ligesom at hudfarven et menneske har heller ikke er en relevant faktor.
Han er i øjeblikket professor ved Princeton University i USA.
Peter Singers kontroversielle holdninger har givet ham en fast skare af såvel tilhængere, som kritikere.

## Værker
- Animal Liberation [2. udg], 1990
- Praktisk Etik (v. Hans Reitzel, 1993), 1993
- How Are We to Live? Ethics in an Age of Self-Interest, 1995
- Rethinking Life and Death : The Collapse of Our Traditional Ethics, 1996
- A Darwinian Left, 1999
- Writings on an Ethical Life, 2000
- The President of Good & Evil, the Ethics of George W. Bush
- One World: The Ethics of Globalization, 2002
- Pushing Time Away : My Grandfather and the Tragedy of Jewish Vienna, 2003
- The Life You can Save, 1. udg., 2009